# ژان-کریستوف گرانژه
ژان-کریستوف گرانژه (به فرانسوی: Jean-Christophe Grangé) روزنامه‌نگار، خبرنگار، نویسنده و فیلم‌نامه‌نویس قرن بیستم میلادی اهل فرانسه است.